# Vandiver
Vandiver – jednostka osadnicza w Stanach Zjednoczonych, w stanie Alabama, w hrabstwie Shelby.